# Campeonato de Gales de Rugby 2019-20
El Campeonato de Rugby de Gales (oficialmente Indigo Group Premiership) de 2019-20 fue la trigésima edición del principal torneo de rugby de Gales.
El torneo fue cancelado debido a la Pandemia de COVID-19 en Reino Unido el 7 de marzo de 2020 declarándose desierto el campeón del torneo.

## Sistema de disputa
Cada equipo disputará encuentros frente a cada uno de los rivales de local y de visita, totalizando 22 partidos cada uno.
El equipo que al terminar el campeonato se ubique en la primera posición se declara campeón del torneo, mientras que el último puesto desciende directamente a la segunda división.
Puntuación
Para ordenar a los equipos en la tabla de posiciones se los puntuará según los resultados obtenidos.
- 4 puntos por victoria.
- 2 puntos por empate.
- 0 puntos por derrota.
- 1 punto bonus por ganar haciendo 3 o más tries que el rival.
- 1 punto bonus por perder por siete o menos puntos de diferencia.

## Clasificación
| Pos. | Equipo           | Encuentros | Encuentros | Encuentros | Encuentros | Tantos | Tantos | Tantos | PB | PB | Puntos |
| Pos. | Equipo           | PJ         | PG         | PE         | PP         | F      | C      | Dif    | BO | BD | Puntos |
| ---- | ---------------- | ---------- | ---------- | ---------- | ---------- | ------ | ------ | ------ | -- | -- | ------ |
| 1.º  | Cardiff          | 16         | 13         | 0          | 3          | 391    | 243    | 148    | 7  | 2  | 61     |
| 2.º  | Carmarthen Quins | 17         | 10         | 3          | 4          | 372    | 278    | 94     | 5  | 3  | 54     |
| 3.º  | Aberavon         | 16         | 11         | 0          | 5          | 371    | 272    | 99     | 4  | 5  | 53     |
| 4.º  | Llandovery       | 16         | 9          | 2          | 5          | 344    | 285    | 59     | 4  | 4  | 48     |
| 5.º  | Pontypridd       | 18         | 10         | 0          | 8          | 391    | 373    | 18     | 2  | 5  | 47     |
| 6.º  | Merthyr          | 18         | 8          | 0          | 10         | 362    | 374    | -12    | 5  | 7  | 44     |
| 7.º  | RGC 1404         | 17         | 8          | 1          | 8          | 409    | 381    | 28     | 5  | 4  | 43     |
| 8.º  | Newport          | 15         | 7          | 0          | 8          | 294    | 273    | 21     | 4  | 5  | 37     |
| 9.º  | Swansea          | 17         | 7          | 0          | 10         | 246    | 292    | -46    | 3  | 4  | 35     |
| 10.º | Llanelli         | 15         | 6          | 0          | 9          | 293    | 412    | -119   | 2  | 1  | 27     |
| 11.º | Ebbw Vale        | 17         | 4          | 2          | 11         | 280    | 348    | -68    | 1  | 6  | 27     |
| 12.º | Bridgend         | 18         | 3          | 0          | 15         | 271    | 493    | -222   | 1  | 6  | 19     |